# Benito Morales
Benito Morales (Matagalpa, 1803, - León, 1889) fue un político nicaragüense que ejerció la Jefatura Suprema del Estado de Nicaragua en calidad de Consejero de 1833 a 1834.
Como miembro del Consejo Representativo asumió la Jefatura Suprema del Estado por haberse separado del poder el Jefe Dionisio Herrera a finales de 1833. Ejerció el Poder Ejecutivo hasta la conclusión de su período como Consejero en marzo de 1834, momento en que lo entregó al doctor José Núñez, Presidente del Consejo Representativo.

## Biografía

### Familia
Benito Morales se casó con Adelaida Lacayo y Briones. Uno de sus hijos fue Estanislao Morales (circa 1830-1856), héroe de la Batalla de San Jacinto (1856).
Sus otros hijos vivieron en León.

### Formación
Realizó sus estudios universitarios en la ciudad de León.  

### Carrera política

#### Magistrado Suplente de la Corte Suprema de Justicia
En 1830 el Licenciado Benito Morales fue elegido Magistrado Suplente de la Corte Suprema de Justicia del Estado de Nicaragua. Durante el mes de mayo de 1830, se practicaron elecciones para el nombramiento de Segundo Jefe de Estado y Magistrados de la Corte Superior de Justicia, resultando electos:
- Segundo Jefe: Gregorio Porras.
- Presidente de la Corte: Lic. Nicolás Buitrago.
- Magistrado Decano: Lic. Pedro Zeledón.
- Magistrado segundo: Coronel Cándido Flores.
- Magistrado tercero: Cornelio Gutiérrez.
- Fiscal: Lic. Agustín Vijil.
- Suplentes: Licdos. Juan J. Zavala, Pedro Oviedo y Benito Morales

#### Consejero Jefe del Estado
Después de abandonar el gobierno el jefe de Estado Dionisio Herrera a finales de diciembre de 1833, se hizo cargo interinamente del Poder Ejecutivo el Consejero Benito Morales, para terminar el período constitucional de Herrera. 
Según el historiador Lorenzo Montúfar,

Al terminar la administración de don Dionisio Herrera, gobernó el Estado de Nicaragua don Benito Morales, en calidad de consejero; pero en marzo de 1834, Morales no podía continuar al frente del país. porque terminaba su período constitucional de Consejero, y no perteneciendo ya al Consejo, tampoco le quedaba título para gobernar el Estado; en consecuencia, el mismo Consejo representativo dio un decreto el 10 de marzo del mismo año declarando que Morales quedaba separado del Poder ejecutivo y del Poder moderador, y que don José Nuñez, a quien por la constitución correspondía la Presidencia del Consejo, se hacia cargo desde aquel día provisionalmente de la Jefatura del Estado. Este decreto se comunicó al Presidente de la República y a los Jefes de los Estados, y Nuñez fue reconocido por todos, gobernante de Nicaragua.

El mismo decreto emitido por el Consejo Representativo es mencionado también por el historiador nicaragüense José Dolores Gámez.
La transferencia del mando tuvo lugar el día 15 de marzo, según es mencionado por el mismo Consejero doctor José Núñez en su mensaje a la Asamblea en noviembre de 1834.

#### Diputado por Matagalpa
En 1866, cuando en el Senado y la Cámara de la República se daba la discusión sobre la aprobación de la conducta del Gobierno de Nicaragua en el asunto relativo del General Gerardo Barrios, la oposición resolvió quitar del asiento a Ramón Alegría, diputado suplente por Matagalpa, y traer al diputado propietario, don Benito Morales.
En 1880 Benito Morales es mencionado por el destacado político y escritor granadino Enrique Guzmán Selva en su "Diario Íntimo" como un miembro de Congreso que podría votar a su favor ante la acusación de Carlos Selva quien acusó a Guzmán por agresión.

#### Candidato a la vicepresidencia en 1881
Enrique Guzmán menciona en su diario que en 1881 Benito Morales fue propuesto como precandidato a la vicepresidencia, con el Lic. Tomas Ayón como Presidente, siendo ambos de Occidente.

#### Su actitud durante la guerra de los indios en Matagalpa
En 1881, cuando se produce la sublevación de los indios en Matagalpa, Benito Morales se opone a los abusos del Prefecto Gregorio Cuadra. 
El Presidente Joaquín Zavala desde un principio atribuyó a los jesuitas complicidad en la rebelión, a pesar de que no tenía ningún indicio de prueba contra ellos. En carta que dirige a don Pedro Joaquín Chamorro el 3 de abril de 1881, cuatro días después de los sucesos de Matagalpa, subraya el papel de Benito Morales en estos hechos:

Como verá Ud. las causas que se apuntan como motivadoras de la rebelión son: el cambio del cura (Matus), los trabajos del cabildo, carretera y abra de telégrafo. Yo veo también en esto la mano de los Jesuitas, y creo que talvez tenga parte le despecho e irascibilidad de Don Benito Morales, que habrá querido quizás hacer un alarde de fuerza y de prestigio. Más tarde podré decirte algo exacto sobre estos, pues he mandado a instruir las averiguaciones del caso.

Del "Diario Íntimo" de Enrique Guzmán Selva:

Julio 27, 1881. Ignacio Chávez que viene a verme, cuenta que la situación de Matagalpa y Segovia es crítica; que los indios se hallan apoyados por León, y que según opinión general, entre los más notables de aquellos departamentos, la revolución es segura. Yo no creo que haya tal revolución, y a Chávez le aconsejé que no se meta en nada.

Agosto 1, 1881. Por cartas de don  Francisco Amador y de don M. Mairena para mi padre se sabe que las cosas de Matagalpa siguen mal, los indios rebeldes aumentan su número y son cada día más audaces. El señor (Francisco) Amador cree que Goyo Quadra es la causa de todo el malestar.
Agosto 3. II Insurrección de 1881. 
Hay muy malas noticias de Matagalpa donde aumenta la insurrección.
Agosto 8, 1881. Visito a Hilario Arcia (en Masaya) quien me muestra una muela y  un colmillo de un animal monstruoso cuyo esqueleto se encontró en Segovia a 17 pies bajo la superficie de la tierra: debe ser restos de Mastodonte. 
Agosto 9, 1881. Voy a visitar al general Zavala quién me recibe lo mismo que me recibió en días pasados: por él se que la ciudad de Matagalpa esta sitiada.
Agosto 10. Escribo a Pedro Chávez (hermano de Ignacio, vivía en Matagalpa) y le digo lo siguiente: "Las cosas en Matagalpa se han vuelto a descomponer".
Se dice que las tropas del gobierno han recuperado Matagalpa.
Agosto 12. Viene la noticia de que los indios ahorcaron después de la derrota que sufrieron en Matagalpa, a un hijo de Vélez y a un joven de Masaya llamado F. Vega, ambos telegrafistas.
Agosto 19. Se susurra que el gobierno oculta lo que esta pasando en Matagalpa. Ya hay quien diga que nuestras tropas fueron derrotadas últimamente y que Inocente Moreira se halla herido de gravedad. 
Agosto 21, 1881. Se sabe que Goyo Cuadra vino de Matagalpa donde dejó  sembrada la anarquía. Sin embargo El Centroamericano de hoy (#34) dice que nunca ha tenido Matagalpa mejor prefecto que Goyo y que los vecinos de aquel departamento lo echaran de menos.
Según cuenta Goyo Cuadra, todos los ladinos de Matagalpa, inclusive don Benito Morales y don Nazario Vega, ambos cachurecos, agitan y alientan la insurrección indígena. 
Agosto 24. Se dice que las fuerzas del gobierno al mando de Tacho Sandoval (pariente de Bartolo el Loco de San Jacinto) ha sido derrotadas por los indios, y que no se ha vuelto a saber el paradero de Tacho, sábese de cierto que este quemó varias rancherías de los indios.
Septiembre 8. Vienen de Matagalpa varios indios prisioneros.

Octubre 1, 1881. Se sabe que en León hay varios presos, entre ellos Liberato Dubón, y el padre Apolonio Orozco. En oriente todos los liberales hemos estado con el gobierno.

### Actividad social

#### Miembro correspondiente de El Ateneo de León (1880)
4. El Ateneo de León. 1880 
Benito Morales fue miembro correspondiente de El Ateneo de León cuando su Presidente era Tomás Ayón, el Vice Pres. Agustín Duarte, Consejeros: Buenaventura Selva, Salvador Calderón, Rosa Rizo, Dr. Nicolás Valle, Secretario Ricardo Contreras, Vice Sec. Mariano Barreto, Tesorero Salvador Cardenal. Socios residentes eran Félix Quiñónez, Cesáreo Salinas y Rubén Darío (de 14 años).
Socios honorarios eran: Joaquín Zavala (entonces Pres. de la Rep.), Dr. Adán Cárdenas, Vicente Navas, Coronel Joaquín Elizondo, Dr. Manuel F. Vélez y Anselmo Rivas, así como Máximo Jerez (murió el 11 de agosto de 1881 en Washington), Rosalío Cortés y José Ma. Pineda.
Miembros correspondientes eran: Enrique Guzmán, José Dolores Gámez, Antonio Aragón, Modesto Barrios, José A. Román, Miguel Brioso, Isidro Urtecho, Nicolás Q. Ubago, Francisco Padilla, Francisco Castellón, Gilberto Larios y Benito Morales.   
El Periódico. Sociedad científico-literaria El Ateneo de 1880. Los directores del periódico eran: Alfonso Ayón y Mariano Barreto. Salía cada mes,  suscripción $ 1 por trimestre, tenía 20 páginas.

#### Su papel en la construcción de la Catedral de Matagalpa (1884)
5. Benito Morales a la cabeza de a construcción de la Futura Catedral de Matagalpa. 
Benito Morales encabezó la lista de los donantes para la continuación de construcción de la Iglesia Parroquia de Matagalpa en 1884, después de la expulsión de los Jesuitas.
| Donantes                           | Capital estimado                   | 1.5% aportación |                                                  |
| ---------------------------------- | ---------------------------------- | --------------- | ------------------------------------------------ |
| Don Benito Morales                 | $ 15,000                           | 225             | (fue jefe de Estado en 1833)                     |
| Matías Baldizón                    | $ 5,000                            | 75              | (abuelo de los Baldizón)                         |
| Benjamín Martínez                  | $ 3,000                            | 45              | (hermano mayor de Bartolomé)                     |
| Rodolfo Martínez                   | 15\|(hermano de Ninfa y Crescencio |                 |                                                  |
| Ninfa Martínez                     | $ 800                              | 12              | (hermana del padre de Bartolomé)                 |
| Ignacio Chávez                     | $ 1,000                            | 15              | (ejerció la Presidencia de la República en 1893) |
| Caledonio Fonseca                  | $ 600                              | 9               |                                                  |
| Juan Fischer por su esposa e hijos | $ 1,000                            | 5               | (capitán alemán casado con Petrona Vega)         |
| Andrés Tinoco                      | $ 500                              | 7.5             | (sobrino de Aureliana)                           |
| Pedro Chávez                       | $ 800                              | 12              | (hermano de Ignacio)                             |
| Carlos Leclair                     | $ 1,000                            | 5               | (bisabuelo de los Leclair)                       |
| Tomas Medrano                      | $ 200                              | 3               | (sastre, tenía los mejores Nacimientos)          |
| Margarita Arauz                    | $ 200                              | 3               | (viuda de Choiseul-Praslin)                      |
| Sebastián Ramírez                  | $ 200                              | 3               | (abuelo de Soledad Arauz de Kühl)                |

### Su muerte
Benito Morales murió en León en 1889. 
Enrique Guzmán escribió en su Diario: 

31 de Agosto de 1889. Muere en León don Benito Morales, miembro conspicuo del conservatismo de occidente.

## Descendientes en Matagalpa y en León
Descendencia de Estanislao Morales (circa 1830-1856), héroe de San Jacinto: sus hijos fueron Dr. Estanislao Morales Morales y Marcelino Morales Morales (circa 1855-1920), siendo este último padre de Beatriz Morales Otero (1885-1982), que fue la madre soltera de Julio Morales Orúe (1907-1978) y de Adela Morales Orúe (junio de 1907 – diciembre de 2008), hijo e hija que tuvo con Arístides Orúe Álvarez, originario de León.  
Cimodacea Morales Otero, hija de Marcelino Morales Morales, casada con Gral. Ramon Tellez Salinas. Su hija Haydee Tellez Morales, casada con Victorino Miranda, padres de Jorge Miranda Tellez. 
Otros Morales en Matagalpa eran: Ramón Morales, Rafael Morales, para 1850s Estanislao Morales, padre de Marcelino Morales. 
Un amigo de Benito Morales en León: Gregorio Juárez, llamado "El Sabio Juárez" escribió en 1865 el libreto: "Método de cultivo del café."

## Su residencia en León
Según Rhina Villa Argüello de Chaves, bisnieta de Benito Morales, residente en León, la casa solariega de este jefe de Estado quedaba del Hospital San Juan de Dios en León, media cuadra abajo, ahora es ocupada por la UNAN.

## Fuente
- Jorge Miranda Tellez, hijo de Haydee Tellez Morales, descendiente de Benito Morales.

Mi nombre es Jorge Miranda Tellez, hijo de Haydee Tellez Morales, descendiente de  Benito Morales.

Salí de Matagalpa en 1983, desde entonces vivo en California, dos hijos aquí. Trabajo en un distrito escolar en el departamento de mantenimiento y esperando retirarme en unos pocos años y terminar mis días en Matagalpa, nací en 1954. Mi Padre Victorino Miranda trabajó la mayor parte de su vida con los Caley-Dagnall como administrador de la hacienda la Danta. Recuerdo que en un lugar llamado Casa de piedra se podía ver una piedra grabada con el año y el nombre Kühl. Tengo hermanas que viven en Matagalpa por Molaguina. 

Haydee Tellez Morales hija de Cimodacea Morales Otero y Gral. Ramon Tellez Salinas, hija de Marcelino Morales Morales. Jorge Miranda.